# Sons of Kemet
Sons of Kemet est un groupe de jazz britannique formé par Shabaka Hutchings, Oren Marshall, Seb Rochford et Tom Skinner. Marshall est remplacé par Theon Cross  après le premier album, et Rochford par Eddie Hick à la batterie après le second.

## Carrière
Le groupe utilise le saxophone et la clarinette (Hutchings), le tuba (Cross) et deux batteurs (Skinner, Hick) pour faire leur musique et joue un mélange de jazz, de rock, de folk caribéen et de musique africaine.
Le 9 septembre 2013, Sons of Kemet sort son premier album Burn, qui reçoit le prix de l'album Arts Desk de l'année 2013 et une nomination pour l'album de l'année de Gilles Peterson. Leur album suivant Lest We Forget What We Came Here to Do reçoit la même nomination pour l'année 2015. Le groupe remporte le prix du meilleur groupe de jazz aux MOBO Awards 2013.
Le 30 mars 2018, Impulse ! sort le troisième album du groupe, Your Queen Is a Reptile. Il est nommé pour le prix Mercury 2018.
Le 14 mai 2021, le quatrième album de Sons of Kemet, Black to the Future, sort. Hubert Adjei-Kontoh, écrivant pour Pitchfork, décrit l'album comme un « disque propulsif pour l'esprit et le corps » tandis que Kitty Empire pour The Guardian le décrit comme « une danse éloquente entre la colère et la joie » et fait l'éloge de l'écriture lyrique et des instrumentaux de l'album.

## Membres du groupe
Actuels
- Shabaka Hutchings, saxophone et clarinette
- Tom Skinner, batterie
- Théon Cross, tuba
- Eddie Hick, batterie

Passés
- Seb Rochford, batterie
- Oren Marshall, tuba

## Discographie
- Burn (Naim, 2013)
- Lest We Forget What We Came Here to Do (Naim, 2015)
- Your Queen Is a Reptile (Impulse!, 2018)
- Black to the Future (Impulse!, 2021)

## Vidéographie
| Année | Titre                      | Réalisateur     | Chorégraphe          | Réf   |
| ----- | -------------------------- | --------------- | -------------------- | ----- |
| 2016  | "In the Castle of My Skin" | Motheo Moeng    | Jarrel Mathebula     | [ 7 ] |
| 2015  | "Play Mass"                | Jordan Copeland | Valéria Tello Giusti | ,     |

## Prix
- 2013 MOBO Awards - Meilleur album de jazz (gagnant) [3]